# Bataliony Korpusu Ochrony Pogranicza

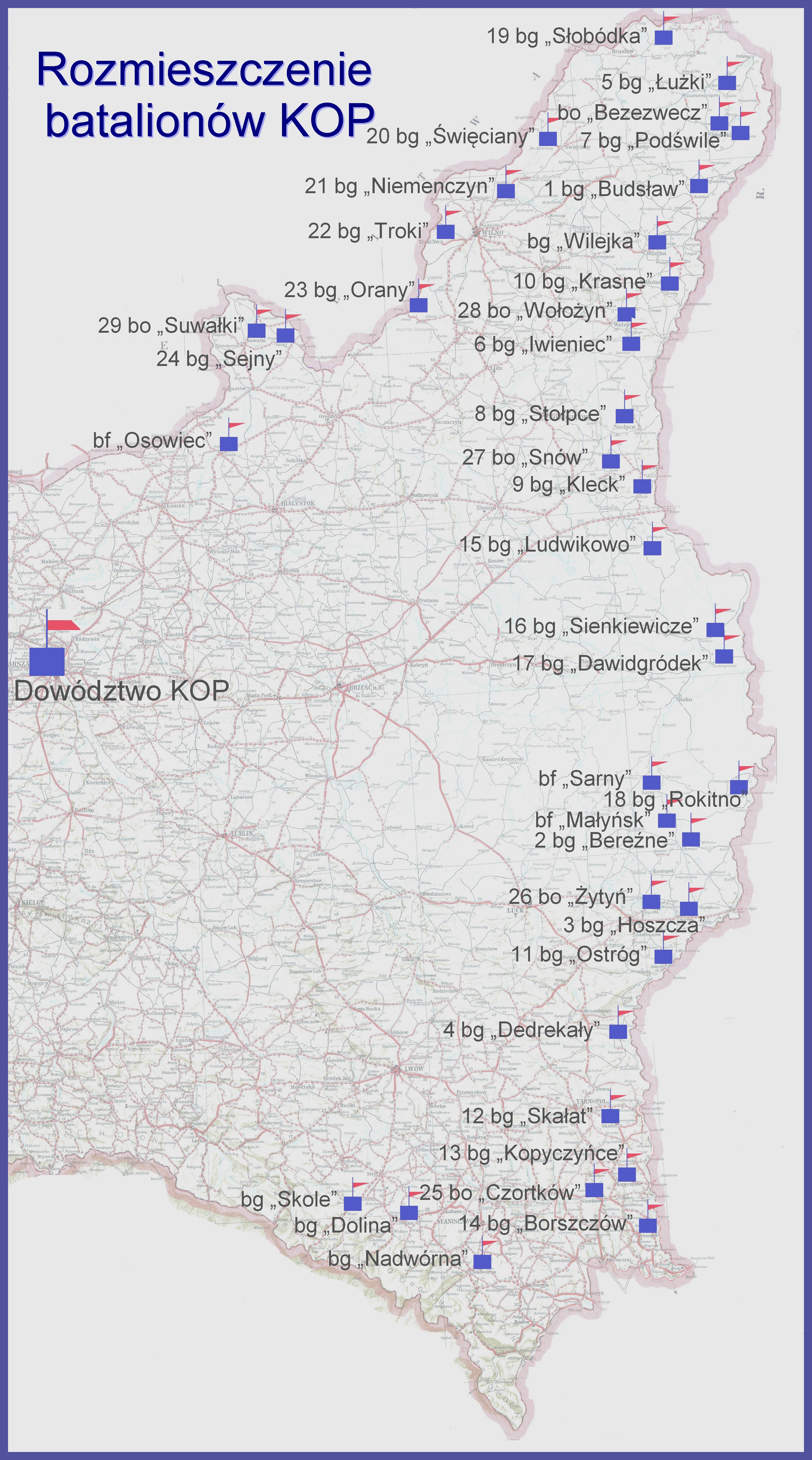
Rozmieszczenie batalionów KOP

Bataliony Korpusu Ochrony Pogranicza” – podstawowe jednostki taktyczne Korpusu Ochrony Pogranicza. Batalion był też jednostką administracyjną. Na czele batalionu stał oficer o stopniu etatowym pułkownika.

## Formowanie i zmiany organizacyjne
W 1924 roku rozpoczęto formowanie batalionów granicznych. Podstawą formowania był rozkaz szefa Sztabu Generalnego L. dz. 12044/O.de B./24 z dnia 27 września 1924 roku. W skład batalionu wchodziły: cztery kompanie piechoty, drużyna dowódcy batalionu i pluton łączności. Według etatu liczy on 25 oficerów, 200 podoficerów i 603 szeregowców. Jego uzbrojenie stanowiły: 2 ciężkie karabiny maszynowe, 48 ręcznych km, 48 garłaczy, 439 karabinów, 280 karabinków i 32 pistolety. Środki transportu to 15 wozów taborowych, 1 motocykl i 7 rowerów. Dowódca batalionu posiadał drużynę dowodzenia, w skład której wchodzili: adiutant, lekarz, kwatermistrz, oficer żywnościowy, oficer materiałowy i płatnik.
W lipcu 1929 roku przyjęto zasadę, że bataliony przyjmą nazwę miejscowości będącej miejscem ich stacjonowania. Obok nazw geograficznych, do 1931 roku stosowano również numer batalionu.
W wyniku reorganizacji batalionu w 1931 roku, w miejsce istniejących plutonów karabinów maszynowych, utworzono kompanię karabinów maszynowych. Rozwinięto też kadry kompanii szkolnej do pełnoetatowej kompanii odwodowej.
W 1937 roku rozpoczęto reorganizację KOP „R.3”. Przeorganizowano bataliony KOP „Troki”, „Niemenczyn”, „Nowe Święciany”, „Budsław” i „Krasne”. Utworzono bataliony KOP „Berezwecz” i „Wilejka”. Zwiększono też odwody we wszystkich batalionach KOP poprzez utworzenie plutonów odwodowych w kompaniach granicznych. Poza tym przystąpiono do tworzenia specjalnego batalionu KOP „Sarny” by obsadzić nim fortyfikację budowaną w rejonie Sarn.

## Służba graniczna
Batalion graniczny był podstawową jednostką taktyczną Korpusu Ochrony Pogranicza przeznaczoną do pełnienia służby ochronnej na powierzonym mu odcinku granicy państwowej, wydzielonym z pasa ochronnego brygady. Odcinek batalionu dzielił się na pododcinki kompanii, a te z kolei na pododcinki strażnic, które były „zasadniczymi jednostkami pełniącymi służbę ochronną”, w sile półplutonu. Służba ochronna pełniona była systemem zmiennym, polegającym na stałym patrolowaniu strefy nadgranicznej i tyłowej, wystawianiu posterunków alarmowych, obserwacyjnych i kontrolnych stałych, patrolowaniu i organizowaniu zasadzek w miejscach rozpoznanych jako niebezpieczne, kontrolowaniu dokumentów i zatrzymywaniu osób podejrzanych, a także utrzymywaniu ścisłej łączności między oddziałami i władzami administracyjnymi.
Przewidziani do batalionu KOP żołnierze odbywali po 6-miesięczne przeszkolenie rekruckie w określonym pułku piechoty. Potem część służyła 18 miesięcy dowództwie batalionu lub w kompanii ckm. Ochotnicy do kompanii szkolnych odbywali roczny kurs w kompaniach szkolnych ochotników, ckm i łączności CSP, a następnie na okres 6 miesięcy trafiali do batalionów na stanowiska pomocników instruktorów. Kolejna grupa żołnierzy po okresie rekruckim trafiała do kompanii odwodowych, strzeleckich, do kompanii szkolnych batalionu i CSP. Na następne 12 miesięcy grupa ta odchodziła: z kompanii odwodowych do kompanii granicznych, z kompanii strzeleckich na funkcje administracyjno-gospodarcze, a z kompanii szkolnych na stanowiska pomocników instruktorów.
Przesunięcia wewnątrz batalionów:
- z kompanii odwodowych batalionów których kompanie graniczne nie posiadały plutonów odwodowych:
  - kompanie Brygady KOP „Grodno,” pułków „Wilno” i „Sarny” - cały stan kompanii odwodowej przechodził co pół roku wprost na strażnice na okres 12 miesięcy.
- z kompanii odwodowych posiadających plutony graniczne:
  - w batalionach pułku Głębokie (z wyjątkiem batalionu „Słobódka”), pułku „Wołożyn”, brygad „Polesie” i „Podole” oraz batalionu „Krasne” i „Kleck” - cały stan kompanii odwodowych przechodził do plutonów odwodowych kompanii granicznych na okres 6 miesięcy, a następnie na kolejne 6 miesięcy na strażnice.

Szerokość odcinka ochranianego przez batalion graniczny równał się sumie szerokości odcinków podległych kompanii granicznych. Głębokość odcinków batalionowych wynosiła około 30 kilometrów. Odcinki batalionów wyznaczał dowódca KOP na wniosek dowódcy pułku lub brygady. Podstawowymi elementami pełnienia służby granicznej były: posterunki obserwacyjno-alarmowe, patrole pogotowia strażnicy, patrole obchodowe dzienne i nocne, zasadzki, posterunki kontrolne, posterunki ochronnej, eskorty stacyjne i pociągowe i patrole sprawdzające. W 1937 roku zniesiono posterunki alarmowe.

## Szkolenie odwodów batalionowych
Dowódcę KOP gen. bryg. Henryk Minkiewicz wydał „Tymczasową instrukcję wyszkolenia KOP na rok 1925/1926“. Przewidywała ona całodzienne ćwiczenia co najmniej plutonu w kompaniach odwodowych.
Kompanie odwodowe baonu, szwadrony, plutony km i łączności były właściwymi jednostkami, w których wyszkolenie obejmowało wszystkie działy wyszkolenia w zakresie plutonu i kompanii. Na tym szczeblu prowadzono jedno lub dwustronne ćwiczenia taktyczne, ćwiczono współdziałanie z obsługami karabinów maszynowych i pododdziałami kawalerii. Program wyszkolenia odwodów baonowych obejmował:
- uzupełnienie wyszkolenia kompanii w linii w zakresie drużyny; w tym zakresie przeprowadzono strzelania szkolne i bojowe
- szkolenie odwodów w ramach plutonu i kompanii ze współdziałaniem karabinów maszynowych i kawalerii
- przeprowadzenie ćwiczeń mających na celu przygotowanie oddziałów do zadań osłonowych.

Za wyszkolenie odwodów baonowych odpowiadał dowódca baonu. Był on odpowiedzialny za opracowanie programów szkolenia, rozdzielał środki instrukcyjne i prowadził kontrolę wyszkolenia podległych mu oddziałów.

## Obowiązki i uprawnienia osób funkcyjnych batalionu KOP
Obowiązki i uprawnienia dowódcy batalionu KOP
Dowódca batalionu KOP był przełożonym wszystkich pododdziałów i organów administracyjno-gospodarczych batalionu. Był dowódcą taktycznym, kierownikiem wyszkolenia i wychowania oraz dowódcą oddziału administracyjnego. Odpowiadał za całokształt pracy i służby, za służbę graniczną i bezpieczeństwo powierzonego mu odcinka, za ochronę tajemnicy wojskowej, za wykonanie zarządzeń gospodarczych dowódcy jednostki administracyjnej oraz współpracę batalionu z organami wywiadowczymi i władzami administracji państwowej i samorządowej .
Dowódca batalionu podlegał :
- dowódcy pułku (brygady) we wszystkich sprawach,
- inspektorowi armii względnie występującemu w jego imieniu dowódcy wielkiej jednostki (dowódcy dywizji),
- dowódcy okręgu korpusu w sprawach garnizonowych (jeśli był komendantem garnizonu).

Posiadał uprawnienia w sprawach personalnych :
- przeniesień i przesunięć oficerów i podoficerów wewnątrz batalionu nie pociągających za sobą kosztów. O zmianach personalnych każdorazowo zobowiązany był meldować; jeśli zmiana pociągała za sobą zwrot kosztów, musiał uzyskać zgodę dowódcy KOP;
- mianowania żołnierzy wszystkich rodzajów wojska i specjalności żołnierzami nadterminowymi.

Adiutant batalionu KOP
Adiutant batalionu kierował pracą kancelarii. Do jego obowiązków należało redagowanie rozkazów ogólnych i dotyczących wyszkolenia oraz służby granicznej.
Oficer żywnościowy batalionu
Oﬁcer żywnościowy był oﬁcerom liniowym i podlegał bezpośrednio kwatermistrzowi. Odpowiadał za bieżące zaopatrzeniem w żywność i furaż. Prowadził księgowość dotyczącą żywności i sprzętu taborowego. Szkolił podoﬁcerów żywnościowych w batalionie.
Płatnik
Płatnik był oficerem administracyjnym. Podlegał bezpośrednio kwatermistrzowi.
W zakres jego obowiązków wchodziło:
- pobieranie pieniędzy z kasy skarbowej, wypłacanie żołdu, kosztów podróży, przesiedleń, transportów i innych należności pieniężnych,
- prowadzenie przy pomocy danego mu personelu rachunkowości pieniężnej,
- szkolenie podoﬁcerów rachunkowych w batalionie[19].

Lekarz batalionu
Lekarz batalionu był oﬁcerem korpusu sanitarnego. Zaliczał się do kadry oficerów korpusu sanitarnego w departamencie sanitarnym MSWojsk. Utrzymywany był na koszt MSWewn.
Podlegał bezpośrednio dowódcy batalionu. Do pomocy posiadał podoﬁcera sanitarnego i patrol sanitarny.
Do zakresu jego czynności należało:
- nadzór nad stanem zdrowotnym batalionu,
- nadzór nad wychowaniem fizycznym żołnierzy,
- prowadzenie izby chorych i leczenie osób upoważnionych do wojskowej opieki lekarskiej,
- szkolenie personelu sanitarnego,
- prowadzenie księgowości odnośnie do materiałów sanitarnych.

## Bataliony KOP
| Bataliony Korpusu Ochrony Pogranicza |                              |                                  |                            |
| bataliony graniczne                  |                              |                                  |                            |
| 2 batalion KOP „Bereźne”             | 6 batalion KOP „Iwieniec”    | 20 batalion KOP „Nowe Święciany” | 12 batalion KOP „Skałat”   |
| 14 batalion KOP „Borszczów”          | 9 batalion KOP „Kleck”       | 23 batalion KOP „Orany”          | 19 batalion KOP „Słobódka” |
| 1 batalion KOP „Budsław”             | batalion KOP „Komańcza”      | 11 batalion KOP „Ostróg”         | batalion KOP „Słobódka II” |
| 17 batalion KOP „Dawidgródek”        | 13 batalion KOP „Kopyczyńce” | 7 batalion KOP „Podświle”        | batalion KOP „Skole”       |
| 4 batalion KOP „Dederkały”           | 10 batalion KOP „Krasne”     | 18 batalion KOP „Rokitno”        | 8 batalion KOP „Stołpce”   |
| batalion KOP „Delatyn”               | 15 batalion KOP „Ludwikowo”  | 24 batalion KOP „Sejny”          | 22 batalion KOP „Troki”    |
| batalion KOP „Dukla”                 | 5 batalion KOP „Łużki”       | 16 batalion KOP „Sienkiewicze”   | batalion KOP „Worochta”    |
| 3 batalion KOP „Hoszcza”             | 21 batalion KOP „Niemenczyn” |                                  |                            |
| bataliony odwodowe                   |                              |                                  |                            |
| batalion KOP „Berezwecz”             | 27 batalion KOP „Snów”       | batalion KOP „Wilejka”           | 26 batalion KOP „Żytyń”    |
| 25 batalion KOP „Czortków”           | 29 batalion KOP „Suwałki”    | 28 batalion KOP „Wołożyn”        |                            |
| bataliony forteczne                  |                              |                                  |                            |
| batalion KOP „Hel”                   | batalion KOP „Małyńsk”       | batalion KOP „Osowiec”           | batalion KOP „Sarny”       |